# 喙嘴鳄属
喙嘴鳄属（学名：Rhamphosuchus，意为“长着喙嘴的鳄鱼”），是现代马来鳄的已灭绝近亲。它生活在中新世的印度次大陆上。它只有不完整的化石被发现，主要是牙齿和头骨。该属可能包括长吻鳄属的四个物种。

## 概述

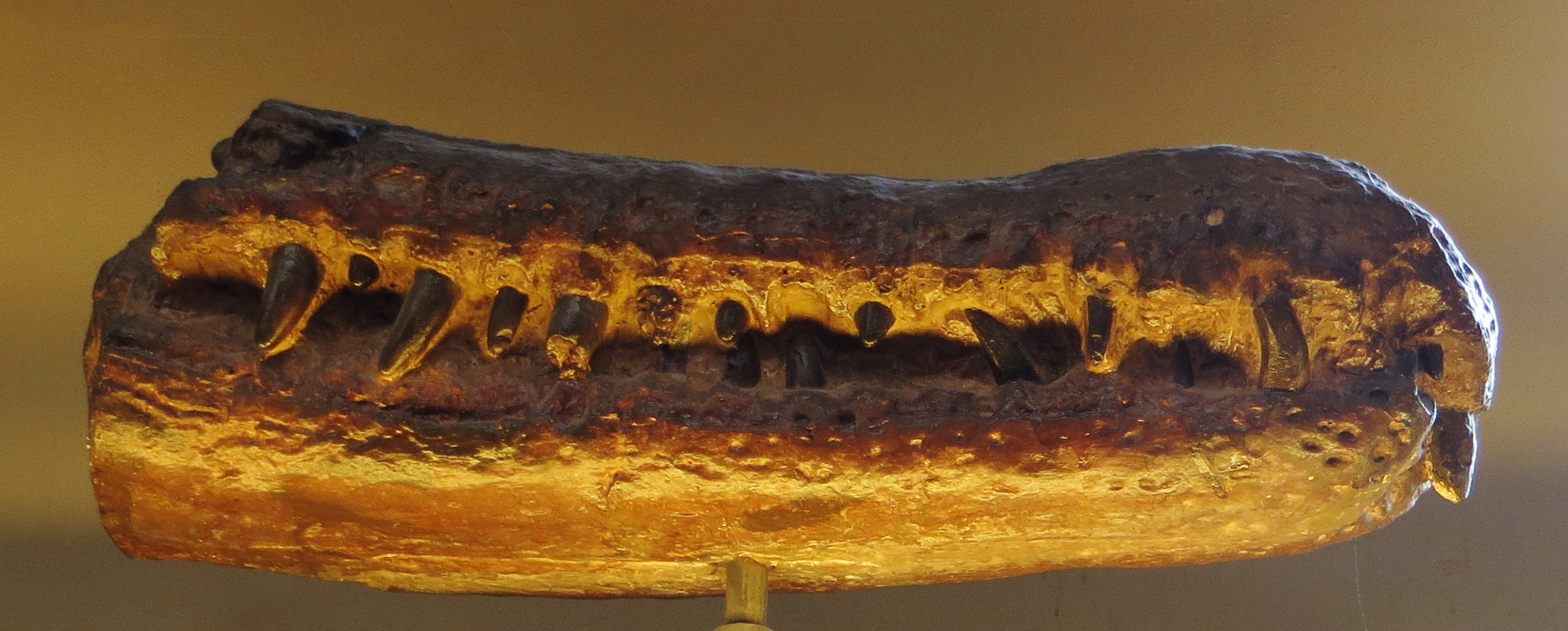
粗齿喙嘴鳄的颚部
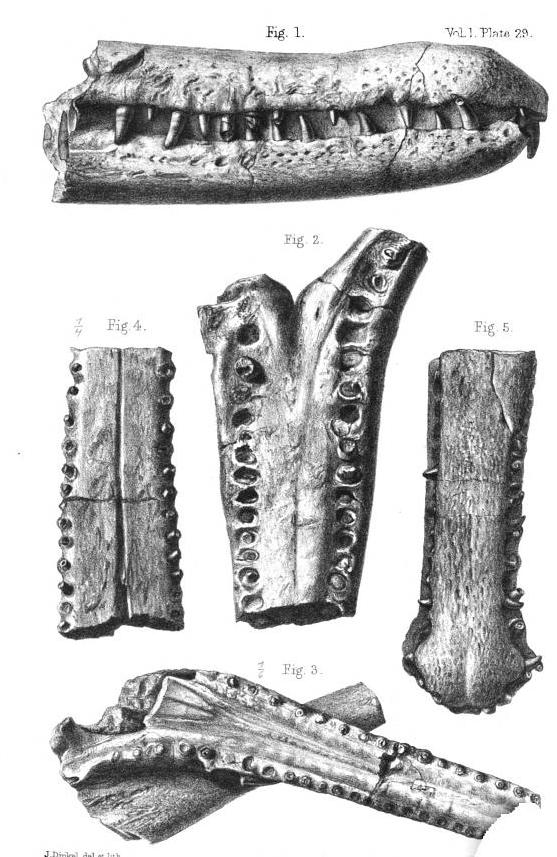
一幅1868年的插图，上面和中间是R. crassidens发现的标本，与其他来自西瓦利克山脉的鳄鱼化石相对比

传统上，许多古生物学家估计它是最大的鳄鱼之一，即使不是有史以来最大的鳄鱼之一，其长度估计为15至18米（49至59英尺）。然而，最近的一项研究表明，这种动物可能有8至11米（26至36英尺）长，因此，它并不是已知的最大的鳄鱼。另一个鳄鱼化石属普鲁斯鳄属，生活在中新世時的秘鲁及巴西，是从同样不完整的化石中发现的。据估计，其长度与初始估计相似，大约为12米（约40英尺）。然而，这意味着，如果最近对喙嘴鳄属的大小估计是正确的，那么它的大小可能会更大一些。如果最新的估计是正确的，那么其他一些灭绝的鳄鱼也超过了喙嘴鳄属的长度，例如早白垩世的帝鳄属、晚白垩世的恐鳄属、中新世的钩鼻鳄属、中新世的莫拉氏鱷屬（与普鲁斯鳄属同时代的一属凯门鳄亚科），分别为11至12米、12米、10.15米以及12米。
喙嘴鳄属可能比其他切喙鳄亚科的鳄鱼更普遍地掠食其他陆生动物。